# KT엠하우스
KT 엠하우스는 KT 그룹사로 2004년 KT, 덴츠, 휘닉스커뮤니케이션즈의 공동 출자로 법인을 설립하고 KT의 모바일 부가사업을 성공적으로 수행해 왔다.
2008년에는 모바일상품권 '기프티쇼' 사업을 개시하여 주력사업을 모바일 커머스로 전환하고 기업대상 B2B 시장 내 1위를 수성하여 시장 내 주요 사업자로 성장했다.
2015년에는 KT가 덴츠와 휘닉스 지분을 인수하여 KT 지분이 90%로 확대되었다.
2017년에는 KT와 블록체인 기반의 금융거래 사업 발전을 위한 MOU를 체결하였다. 2018년 8월에는 온라인 커머스서비스에서는 최초로 기프티쇼의 포인트관리 시스템에 블록체인을 적용했고, 9월에는 KT, 김포시와 함께 김포시의 전자형 지역화폐 발행을 위한 업무협약을 체결하는 등 혁신기술을 활용한 사업 확장에 박차를 가했다.
2019년에는 기업고객전용 모바일상품권 서비스인 '기프티쇼 비즈'를 기업에 최적화된 서비스로 탈바꿈하며 온라인 B2B 시장의 선두주자로 자리매김하는 등 모바일커머스 시장의 입지를 확대하는 한편, 빅데이터와 AI 등 혁신기술을 활용한 신규 먹거리 발굴에도 힘쓰고 있다.
2020년에는 사내 벤처 프로그램을 통해 한정판 스니커즈 리셀 플랫폼 '리플(REPLE)'을 런칭하였고 고객 선택형 상품권 '원픽(One-Pick) 쿠폰', 통신사 최초 유료 서비스를 통합한 'KT통합상품권'을 출시하는 등 신규 BM 및 차별화 상품을 지속 발굴하며 차별화된 e커머스 기업으로 도약하고 있다.

## 주요 연혁
- 2021년
  - 7월 kt하이텔와 합병

- 2020년
  - 10월 한정판 스니커즈 리셀 플랫폼 '리플(REPLE)' 런칭
  - 11월 KT그룹 최초 '독서경영 우수직장' 인증기관 선정
  - 12월 대한민국 '일하기 좋은 100대 기업' IT 부문 대상 수상

- 2019년
  - 1월 제6대 대표이사 문정용 취임
  - 4월 kt mhows New Vision, 新기업문화 선포
  - 6월 기업고객전용 온라인 모바일상품권 서비스 '기프티쇼 비즈 2.0' 리뉴얼 오픈
  - 12월 개인정보보호 관리체계 'ISMS-P' 인증 획득
- 2018년
  - 7월 국내 최초 블록체인 기반 포인트 시스템 상용화
  - 9월 KT-KT엠하우스-김포시 블록체인 기반 전자형 지역화폐 MOU 체결
  - 9월 기프티쇼 App. 리뉴얼 오픈
- 2017년
  - 3월 기프티쇼 기업고객전용 '기프티쇼 비즈' 서비스 출시
  - 10월 KT- KT 엠하우스 간 블록체인 기반 금융거래 위한 MOU 체결
  - 11월 기프티쇼 바코드 충전 서비스 출시
- 2016년
  - 12월 기프티쇼 판매금액 2,000억원 돌파
- 2015년
  - 5월 기프티쇼 일본 'Gift Smart' 모바일웹 버전 출시
  - 9월 이동통신3사 구분없는 '통합데이터이용권' 기프티쇼 출시
  - 9월 '한국지하철' App 內 중국 관광객 대상 기프티쇼 서비스 출시

- 2014년
  - 6월 고객 참여형 광고 '모바일 바우처' 서비스 출시
  - 8월 기업고객 대상 MMS 서비스 '맞춤형 메시지' 서비스 출시
  - 10월 제5대 대표이사 조훈 취임
  - 12월 '기프티쇼' 일본향, 커스텀 서비스 'Gift Smart' 런칭
(일본 Value Commerce Co.,Ltd.와 공동 진행)

- 2013년
  - 10월 인스톨큐브 특허권(10-1315861) 등록
(애플리케이션 제공과 보상을 통합 관리하는 모바일 및 모바일 광고방법)
  - 10월 기프티쇼 모바일 상품권 지적재산권 추가 확보
(특허 2건, 상표 2건)
  - 12월 기프티쇼 판매금액 1,000억원 돌파

- 2012년
  - 1월 기프티쇼 배송서비스 런칭
  - 2월 제4대 대표이사 민태기 취임
  - 4월 인스톨큐브 서비스 런칭
  - 12월 기프티쇼 4대 신규 기능 오픈
(자동환불, 포인트 충전, 꾸미기, 예약발송)

- 2011년
  - 1월 기프티쇼-카카오톡 서비스 개시
  - 8월 태블릿 PC 광고 플랫폼 'AD alive' 출시

- 2010년
  - 4월 스마트폰 광고 사업 진출 - 구글 'Admob' 모바일 광고 대행계약 체결
  - 12월 모바일 광고솔루션 도입계약 체결 (GSM 솔루션)

- 2009년
  - 3월 제3대 대표이사 김규성 취임
  - 4월 무료게임타운 배너 광고 개시
  - 12월 기프티쇼 판매금액 200억원 돌파

- 2008년
  - 1월 제2대 대표이사 박헌용 취임
  - 1월 QOOK TV 광고 서비스 개시
  - 5월 기프티쇼 서비스 런칭
  - 8월 세이브링 서비스 런칭
  - 10월 모바일 배너/검색 서비스 런칭

- 2007년
  - 3월 KT 유무선 종합광고시스템 구축
  - 4월 데이터080 서비스 오픈
  - 12월 총매출 150억 돌파

- 2006년
  - 12월 KT 와이브로 광고 영업 개시

- 2005년
  - 1월 KT-kt mhows 모바일 광고 대행 계약 체결
  - 5월 MMS 광고 서비스 개시
  - 11월 '모바일 마케팅 포럼' 개최

- 2004년
  - 12월 kt mhows 법인 설립
  - 12월 제1대 대표이사 정만호 취임

## 주요 사업
- 모바일 커머스 사업
  - 기프티쇼: 다양한 실물상품 및 가상의 서비스를 MMS형태의 바코드로 보내는 모바일 상품권 서비스
  - 기프티쇼비즈: 기업의 이벤트/프로모션 등 마케팅 용도의 기프티쇼를 할인된 가격으로 구매할 수 있는 기업 전용 모바일 상품권 서비스
- 스마트 모바일 광고 사업
  - PUSH/맞춤형 메시지: 이통사의 옵트인(opt-in)모수를 활용해 통신사, 성별, 지역, 단말기에 타겟팅한 MMS 메시지형 광고 상품
  - 비즈링: 기업의 홍보, 이벤트, 상품 광고 등을 음원으로 제작해 임직원의 통화연결음을 설정하는 광고 상품
- 리셀 사업
  - 리플(REPLE): 한정판 스니커즈를 합리적인 가격으로 손쉽게 거래할 수 있는 디지털 리셀 서비스